# Thesaurus zeylanicus
Thesaurus zeylanicus (abreviado Thes. Zeylan.) es un libro con ilustraciones y descripciones botánicas que fue escrito por el botánico y médico holandés Johannes Burman y publicado en el año 1737, con el nombre de Thesaurus zeylanicus, exhibens plantas in insula Zeylana nascentes.